# Nina Carberry
Nina Carberry, née le 21 juillet 1984 à Ashbourne, est une femme politique irlandaise, membre du Fine Gael.
Elle est députée européenne pour Midlands–North-West depuis les élections au Parlement européen de 2024.
Elle est une ancienne championne amateur d'équitation de Hunt National avec sept victoires au Festival de Cheltenham à son actif.

## Biographie

### Jeunesse
Carberry est née dans une famille liée au cheval du comté de Meath, fille du jockey et entraîneur Tommy Carberry. Deux frères aînés, Philip et Paul, sont également d'anciens jockeys, tandis que son oncle maternel Arthur Moore est entraîneur. Elle fréquente l'école secondaire Loreto, à Navan, où elle excelle en athlétisme et fait partie d'une équipe junior irlandaise de basket-ball. Après avoir quitté l'école, elle suit un cours d'un an sur la santé holistique au Plunket College of Further Education à Dublin,.

### Carrière de jockey
Elle remporte sa première victoire sur Sabrinksy pour Noel Meade dans le Ladies Derby à l'hippodrome de Curragh le 15 juillet 2001, alors qu'elle est à six jours de son dix-septième anniversaire. Alors qu'elle est encore jockey amateur, elle remporte sa première victoire au Festival de Cheltenham sur l'outsider Dabiroun, dans le Fred Winter Juvenile Novices' Handicap Hurdle 2005. C'est la première fois depuis 18 ans qu'une femme jockey remporte une course au Festival de Cheltenham. Peu de temps après, on lui propose un poste de jockey dans l'écurie de l'entraîneur Meade et elle devient cavalière à temps plein.
Au cours de la saison 2005/06, Carberry devient la deuxième femme après Frances Crowley à remporter le championnat irlandais des jockeys amateurs. Elle conserve le titre l'année suivante. Elle est la première jockey de saut d'obstacles à remporter une course de Grade 1 en Irlande ou en Grande-Bretagne avec une victoire dans le Champion Bumper à Punchestown en 2006 sur Leading Run, entraînée par Meade. L'année suivante, elle remporte la même course sur Mick The Man, également entraîné par Meade. Au Festival de Cheltenham 2007, elle remporte le Cross Country Handicap Chase sur Heads Onthe Ground pour Enda Bolger. Elle remporte ensuite d'autres victoires dans la course sur Garde Champêtre, entraîné par Bolger, en 2008 et 2009, puis sur Josies Orders en 2016, après que le cheval qui avait terminé premier ait été disqualifié. Ses quatre victoires dans la course constituent un record (depuis égalé par Keith Donoghue). Elle remporte également le St James's Place Festival Hunter Chase en 2015 et 2016 sur un autre cheval entraîné par Bolger, On The Fringe.
En 2011, Carberry remporte le Grand National d'Irlande sur Organisedconfusion, entraînée par son oncle Arthur Moore, devenant ainsi la deuxième femme à remporter la course après Ann Ferris en 1984. Elle participe au Grand National d'Aintree six fois, terminant le parcours à quatre reprises, son meilleur résultat étant une septième place au Character Building en 2010. On The Fringe lui offre une victoire sur les obstacles du Grand National lors du Fox Hunters' Chase 2015. En plus de ses activités de pilote de course, Carberry travaille pendant un certain temps comme assistant de Meade et court pour Aidan O'Brien.
Carberry fait une pause pendant la saison 2016/17, alors qu'elle attend son premier enfant. Elle revient à la compétition en septembre 2017, lorsque sa fille a quatre mois, remportant la première victoire sur Cask Mate dans le Connacht Bumper. Elle prend sa retraite le dernier jour du Punchestown Festival en avril 2018, après une course gagnante sur Josies Orders dans le cross-country chase.

### Carrière médiatique
En 2013, Carberry apparait dans le documentaire The Irish Road To Cheltenham qui est diffusé sur la télévision RTÉ One en Irlande. En 2022, elle remporte la cinquième série de Dancing With the Stars Ireland. La même année, elle devient coach dans la famille Ireland's Fittest.

### Vie privée
En février 2012, Carberry épouse Ted Walsh, fils de l'ancien jockey et entraîneur vainqueur du Grand National d'Aintree, Ted Walsh. Le beau-frère de Carberry est l'ancien jockey Ruby Walsh et sa belle-sœur est l'ancienne jockey Katie Walsh. Le couple a deux filles, Rosie et Hollie.

## Parcours politique
Carberry se présente comme candidate du Fine Gael pour la circonscription des Midlands–Nord-Ouest aux élections du Parlement européen de 2024. Elle est élue au quatrième siège, avec sa colistière Maria Walsh.